# 史振鼎
史振鼎（1925年7月1日—1990年2月10日），臺灣教育界人士，曾任多校校長，亦曾在國立臺灣師範大學公民訓育學系授課。1990年擔任臺南一中校長時病逝；爾後在多校設有其贊助之獎學金，如台南一中的史振鼎獎學金、新竹中學的史振鼎校長民族精神獎學金。

## 經歷
- 基隆市立第一中學校長（1965年6月—1968年8月）
- 台灣省立楊梅高級中學校長（1968年8月—1975年1月）[1]
- 台灣省立新竹高級中學校長（1975年2月—1983年8月）[2]
- 台灣省立臺南第一高級中學校長（1983年8月—1990年2月）